# Ugo (Akita)
Ugo (羽後町, Ugo-machi) est un bourg du district d'Ogachi, dans la préfecture d'Akita, au Japon.

## Géographie

### Démographie
Au 1er juillet 2014, la population d'Ugo s'élevait à 15 948 habitants répartis sur une superficie de 230,75 km2.